# Devil’s Falls (St. Lucia)
Die Devil’s Falls sind ein kleiner Wasserfall auf der Karibikinsel St. Lucia.

## Geographie
Der Wasserfall ist einer aus einer ganzen Reihe von Kaskaden, die am Oberlauf des Doree River liegen. Er ist der südlichste und am niedrigsten gelegene aus der Reihe und eines der Wanderziele im Grenzgebiet der Quarter (Distrikte) Choiseul und Laborie. Er liegt auf einer Höhe von ca. 130 m. Nur wenige hundert Meter weiter nördlich und oberhalb liegt der The Holy Grail Falls.